# Amiga Action
Amiga Action era uma revista mensal sobre jogos eletrônicos para Amiga. Era editada no Reino Unido pela Europress (posteriormente, IDG Media) e lançou 89 edições no total, de outubro de 1989 a dezembro de 1996, tornando-a a revista de jogos para Amiga mais duradoura do Reino Unido. Após seu encerramento, substituiu a seção de jogos da Amiga Computing.